# Bleptina medialis
Bleptina medialis är en fjärilsart som beskrevs av Smith. Bleptina medialis ingår i släktet Bleptina och familjen nattflyn. Inga underarter finns listade i Catalogue of Life.